# Geometrische maattheorie
In de wiskunde is de geometrische maattheorie (GMT) de studie van meetkundige eigenschappen van verzamelingen (typisch in de euclidische ruimte) door middel van de maattheorie. Het stelt wiskundigen in staat gereedschappen uit te breiden van de differentiaalmeetkunde naar een veel grotere klasse van oppervlakken die niet noodzakelijkerwijs glad zijn.

## Geschiedenis
De geometrische maattheorie is ontstaan uit de wens om het probleem van Plateau (genoemd naar Joseph Plateau) op te lossen. Dit probleem vraagt of voor elke gladde gesloten curve in {\displaystyle \mathbb {R} ^{3}} er een oppervlak bestaat met de kleinste oppervlakte tussen alle oppervlakken, waarvan de grens gelijk is aan de gegeven curve. Dergelijke oppervlakken bootsen zeepfilms na.

## Belangrijke begrippen
De volgende objecten staan centraal in de geometrische maattheorie:
- Hausdorffmaat en hausdorff-dimensie
- Rectificeerbare verzamelingen (of radon-maten), dit zijn verzamelingen met de minst mogelijke regelmaat die nodig is om de benaderende raakruimte toe te laten.
- Karakterisering van de rectificeerbaarheid door het bestaan van geschatte raaklijnen, dichtheden, projecties, enz.
- Orthogonale projecties, kakeya-verzamelingen, besicovitch-verzamelingen
- Uniforme rectificeerbaarheid
- Rectificeerbaarheid en uniforme rectificeerbaarheid van (deelverzamelingen van) metrische ruimten, bijv. subriemanniaanse variëteiten, carnotgroepen, heisenberggroepen, etc.
- Verbindingen met singuliere integralen, fouriertransformatie, frostman-maten, harmonische maten, etc.
- Minimalisatieproblemen van het plateautype uit de variatierekening

Ook de volgende stellingen en concepten staan centraal:
- De isoperimetrische ongelijkheid, die stelt dat de kleinst mogelijke omtrek voor een bepaald oppervlakte die van een ronde cirkel is.
- Vlakke convergentie, die het concept van veelvoudige convergentie veralgemeent.